# Тиоцианат кальция
Тиоцианат кальция — неорганическое соединение,
соль кальция и роданистоводородной кислоты с формулой Ca(SCN)2,
бесцветные (белые) кристаллы,
растворяется в воде,
образует кристаллогидраты.

## Получение
- Действие оксида кальция на тиоцианат аммония:

{\displaystyle {\mathsf {CaO+2NH_{4}SCN\ {\xrightarrow {}}\ Ca(SCN)_{2}+2NH_{3}\uparrow +H_{2}O}}}

## Физические свойства
Тиоцианат кальция образует бесцветные (белые) кристаллы
моноклинной сингонии,
пространственная группа C 2/c,
параметры ячейки a = 0,9617 нм, b = 0,6424 нм, c = 0,7872 нм, β = 90,82°, Z = 4.
Растворяется в воде и этаноле.
Образует кристаллогидраты состава Ca(SCN)2•n H2O, где n = 2, 3 и 4.
Кристаллогидрат Ca(SCN)2•4H2O при 23,7°С  испытывает фазовый переход в β-Ca(SCN)2•4H2O, плавится в собственной кристаллизационной воде при 42,5-46,5°С, при 160°С разрушается.
Кристаллогидрат Ca(SCN)2•2H2O образует кристаллы
ромбической сингонии,
пространственная группа P nma,
параметры ячейки a = 1,2801 нм, b = 0,7903 нм, c = 0,7269 нм, Z = 4.

## Применение
Применяется как протрава при крашении или набивке тканей и как растворитель для целлюлозы, для мерсеризации хлопка, в медицине вместо иодида калия (для лечения атеросклероза), при изготовлении пергамента.